# Виоланте, Исаиас
Исаиас Виоланте Ромеро (исп. Isaías Violante Romero; род. 20 октября 2003, Веракрус) — мексиканский футболист, вингер клуба «Толука».

## Клубная карьера
Виоланте — воспитанник клуба «Толука». 18 октября 2020 года в матче против УНАМ Пумас он дебютировал в мексиканской Примере. 24 апреля 2022 года в поединке против «Атласа» Исаиас забил свой первый гол за «Толуку». 

## Международная карьера
В 2022 году в составе молодёжной сборной Мексики Виоланте принял участие в молодёжном Кубке КОНКАКАФ в Гондурасе. На турнире он сыграл в матчах против сборных Суринама, Гаити, Пуэрто-Рико и Гватемалы. В поединке против пуэрториканцев Исаиас забил гол.